# Harzburgiet
Harzburgiet is een type peridotiet, dat wil zeggen een ultramafisch dieptegesteente. Harzburgiet bestaat uit de mineralen olivijn (40 - 90%), orthopyroxeen (enstatiet, tot meer dan 50% mogelijk) en soms een kleine fractie clinopyroxeen (diopsiet). Als het gesteente meer dan 5% clinopyroxeen bevat, spreekt men niet meer van een harzburgiet maar van een lherzoliet.
Peridotiet is een zeldzaam gesteente aan het oppervlak, maar vormt verreweg het belangrijkste bestanddeel van de aardmantel. Normaal gesproken heeft de mantel de samenstelling van lherzoliet, maar door partieel smelten van lherzoliet kunnen andere vormen zoals harzburgiet ontstaan. Aangenomen wordt dat in de onderste delen van de oceanische korst die wordt gevormd bij mid-oceanische ruggen, grote hoeveelheden harzburgiet aanwezig zijn.